# Бессонница (альбом «Рады и Терновника»)
«Бессонница» — первый и единственный (на 2014 год) альбом фолк-группы «Рада и Терновник», записанный на крупном лейбле, Мистерия звука и изданный в 2004 году. Альбом был записан «живьём» в студии и по сути является концертной программой группы на тот период.

## Список композиций
| №   | Название                       | Длительность |
| --- | ------------------------------ | ------------ |
| 1.  | «Прелюдия»                     | 0:15         |
| 2.  | «Где-то сказки были»           | 2:00         |
| 3.  | «На перекрестьи трёх дорог»    | 3:08         |
| 4.  | «А придёт пора»                | 3:11         |
| 5.  | «Любовь моя печаль»            | 3:12         |
| 6.  | «Всё возвращается обратно» (*) | 2:48         |
| 7.  | «Саламандра»                   | 3:55         |
| 8.  | «Интерлюдия»                   | 7:03         |
| 9.  | «А не что-то - всё исчезло»    | 5:32         |
| 10. | «Солнце за Луной»              | 3:54         |
| 11. | «Странные странники»           | 4:36         |
| 12. | «Кукушка»                      | 2:50         |
| 13. | «Я расскажу тебе о том...»     | 5:39         |
| 14. | «Ты будешь танцевать»          | 4:27         |
| 15. | «Вальс»                        | 2:07         |
| 16. | «Выворотка»                    | 4:02         |
| 17. | «Этническая»                   | 12:39        |

| №  | Название                                                                    | Длительность |
| -- | --------------------------------------------------------------------------- | ------------ |
| 1. | «А не что-то - всё исчезло» (концерт в клубе «Молоко», Санкт-Петербург) (*) |              |

(*) - включены в подарочное издание

## Участники записи
- Рада Анчевская — вокал, инструменты, тексты и аранжировки
- Владимир Анчевский — гитара, вокал (1)
- Игорь Черных — бас-гитара, вокал (1)
- Кирилл Россолимо — барабаны